# Teglio Veneto
Teglio Veneto (friülès Tei) és un municipi italià, dins de la ciutat metropolitana de Venècia, però que històricament forma part del Friül. L'any 2007 tenia 2.222 habitants. Limita amb els municipis de Cordovado (PN), Fossalta di Portogruaro, Gruaro, Morsano al Tagliamento (PN) i Portogruaro. El 2006 va celebrar un referèndum per a modificar els límits provincials i integrar-se a Pordenone, però no va obtenir quòrum suficient.

## Administració
| Període | Identitat        | Partit         |
| ------- | ---------------- | -------------- |
| 2007-   | Sandro Mestriner | Centreesquerra |